# Amasing
Amasing je dlouhodobě nečinný vulkanický komplex v centrální části indonéského ostrova Bacan. Skládá se ze tří stratovulkánů převážně andezitového složení a leží severně od metamorfovaného hřbetu Sibela. Ten Amasing odděluje od jiných mladých vulkanických projevů na ostrově.